# 南非小鯛
南非小鯛為輻鰭魚綱鱸形目鱸亞目鯛科的其中一種，分布於西印度洋區，從南非莫塞爾灣至馬達加斯加海域，棲息深度可達150公尺，體長可達30公分，棲息在沙泥底質海域，屬雜食性，以藻類、甲殼類、蠕蟲、軟體動物等為食，可做為食用魚。